# Cellador
Cellador este o formație power metal din Denver, Colorado. Formația a fost înființată în anul 2003 în Omaha, Nebraska, de către chitaristul Chris Petersen. Formația a semnat un contract cu Metal Blade Records în 2005 după ce a evoluat la un show alături de The Black Dahlia Murder.

Cellador a mers în turnee prin Statele Unite, Canada și Mexic cu formații ca Trivium, Bullet for My Valentine, All that Remains, Protest the Hero, The Human Abstract, The Sword, Behemoth, și Sonata Arctica.

## Membrii formației

### Membri actuali
- Chris Petersen – chitară, vocal (2004–prezent)
- Diego Valadez - sintetizatoare (2011–prezent)
- Nick Mcallister - baterie (2011–prezent)
- James Pickett - bas (2011–prezent)
- Caleb Delaet - chitară (2012–prezent)

### Foști membri
- Valentin Rakhmanov – bas (2004–2007)
- Bill Hudson - chitară (2005–2008)
- Sam Chatham - chitară (2004–2005)
- Rick Halverson - baterie (2007)
- Michael Gremio – vocal (2005–2009)
- Dave Dahir – baterie (2004–2007, 2007–2009)
- Yord - chitară (2008–2009)
- Mika Horiuchi – bas (2007–2009)

## Discografie
- The Burning Blue (Demo) (2004)
- Leaving All Behind (EP) (2005)
- Enter Deception (2006)
- Honor Forth (EP) (2011)
- Off the Grid (2017)